# 萩原町立西上田小学校
萩原町立西上田小学校 （はぎわらちょうりつ にしうえたしょうがっこう）は、かつて岐阜県益田郡萩原町（現・下呂市）に存在した公立小学校。

## 概要
- 校区は萩原町南部（西上田）であり、旧・益田郡川西村の小学校あった。1963年、萩原小学校に統合され廃校。

## 沿革
- 1880年（明治13年）3月 - 川西村大字西上田が中呂学校[注釈 2]から離脱。西上田学校が開校。西上田劇場を仮校舎とする。
- 1885年（明治18年） - 川西村大字西上田字定清に新築移転。同じころ西上田簡易科小学校に改称する。
- 1888年（明治21年）頃 - 西上田尋常小学校に改称する。
- 1910年（明治43年） - 校舎を新築（木造平屋建）。
- 1927年（昭和2年） - 青年訓練所を併設。この頃西上田尋常高等小学校に改称する。
- 1941年（昭和16年）4月1日 - 西上田国民学校に改称する。
- 1947年（昭和22年）4月1日 - 川西村立西上田小学校に改称する。
- 1956年（昭和31年）8月25日 - 萩原町、川西村、及び大野郡山之口村と合併し、改めて萩原町が発足。同時に萩原町立西上田小学校に改称する。
- 1963年（昭和38年）3月 - 萩原小学校と統合し、廃校。